# 厦程里慎德堂
厦程里慎德堂，位于中华人民共和国浙江省金华市东阳市虎鹿镇，是浙江省省级文物保护单位之一。
2017年1月19日，厦程里慎德堂被列入第七批浙江省文物保护单位，该文物保护单位是一座古建筑。